# Lithognathus lithognathus
Lithognathus lithognathus је зракоперка из реда Perciformes и фамилије Sparidae. 

## Угроженост
Подаци о распрострањености ове врсте су недовољни.

## Распрострањење
Јужноафричка Република је једино познато природно станиште врсте.

## Станиште
Станиште врсте су слатководна подручја.